# British Seagull
British Seagull was een fabrikant van de tweetakt watergekoelde eencilinder buitenboordmotoren die gekenmerkt werden door eenvoud, robuustheid en betrouwbaarheid, het oorspronkelijke ontwerp werd van 1938 tot 1996 uitgevoerd in honderden modellen en uitvoeringen.

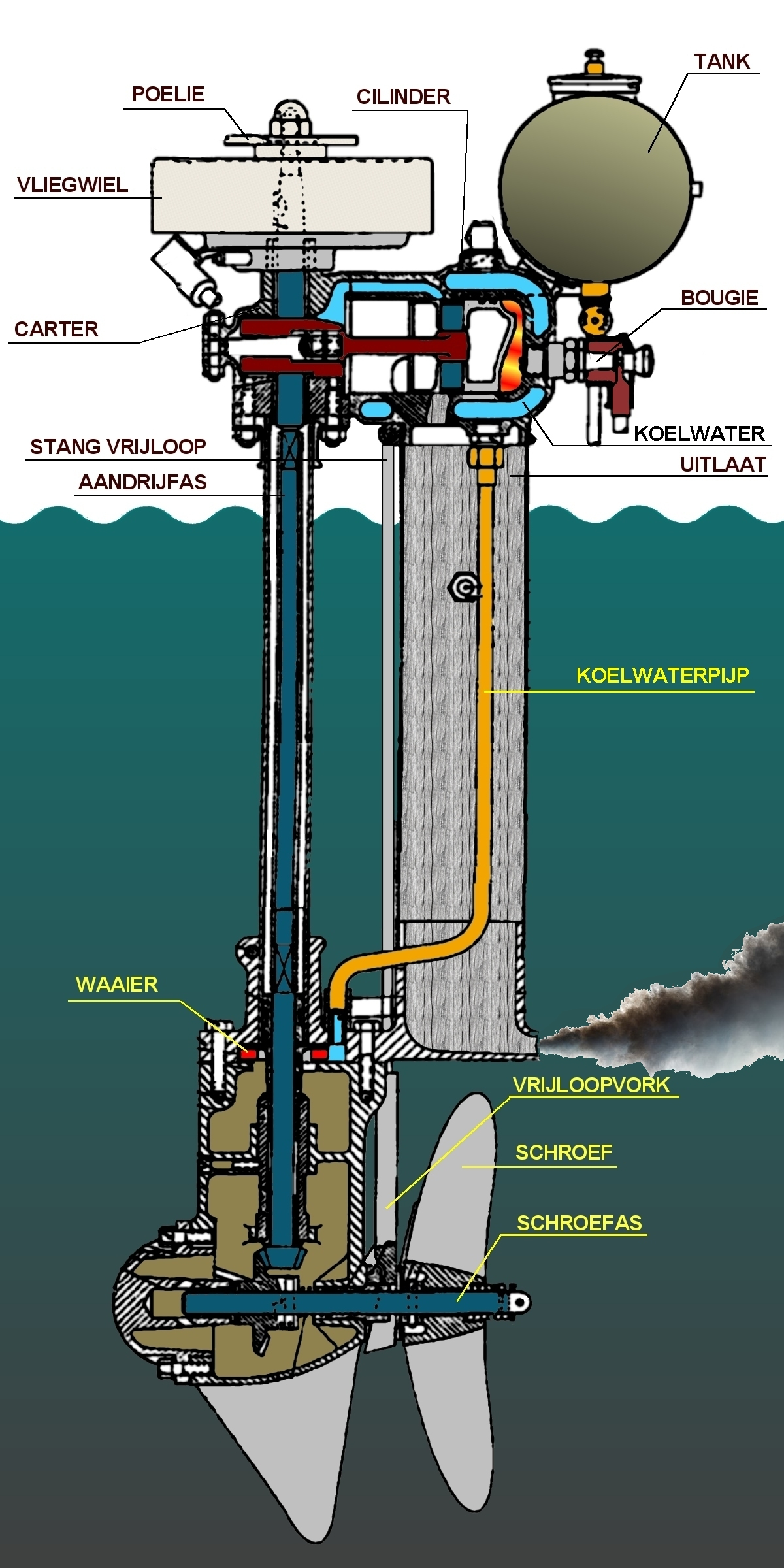
Seagull, opbouw/doorsnede

## Historie
- 1930, het ontwerp werd bedacht bij de firma's John Marston Ltd en de Sunbeam Motor Company, in 1931 werden de eerste exemplaren verkocht onder de merknaam Marston Seagull. Deze eerste producten waren tweecilinders met een vermogen van 10 pk. De motor werd geproduceerd in een lang- en kortstaart versie, de ontwikkeling werd voortgezet door John Way-Hope, die zijn loopbaan begon bij Evinrude en de ontwerper ir. Bill Pinniger. Deze twee heren kochten de rechten en patenten van Marston Seagull en begonnen een bedrijf de Bristol Motor Company. Ze kochten meerdere patenten en handelden in lichte vliegtuigen en sportwagens.
- 1938, de ideeën voor een eenvoudige robuuste buitenboordmotor waren uitgewerkt en het bedrijf  British Seagull in Poole werd gestart. Met de beste materialen werden de motoren gefabriceerd, de achteruitkoppeling van de Marston werd weggelaten in plaats daarvan kwam er een eigen ontwikkelde vrijloopkoppeling. In eerste instantie vestigde het bedrijf zich in Hamworthy (Dorsett) aan de Hamilton Road vanwaar ze in 1939 verhuisden naar de Quai in Poole bij de Poole Bridge.
- 1940 -1945, in de oorlogsjaren werden grote aantallen (meer dan 1000) motoren geleverd aan de Royal Navy (voor gebruik op lichte landingsvaartuigen) en de British Army, het betrof het model 102. De motor moest continu zonder problemen kunnen draaien, het marinemodel had bronzen of koperkleurige onderdelen die voor het leger was standaard aluminium.
- 1953, het bedrijf verhuisde naar een ander gebouw bij Fleets Bridge (Poole), vrijwel alle onderdelen werden ter plaatse gemaakt. Rond 1960 bereikt de productie haar hoogtepunt.
- 1973, het Britse ministerie van Defensie kocht vrijwel de gehele productie op.
- 1982, verhuizing naar Newtown Business Park ( Poole) en het nieuwe 7.5 pk (de 170) model werd geïntroduceerd.
- 1987, introductie van de QB series (London Boat Show), de 6 pk Kingfisher, de 5 pk Osprey en de 4 pk Curlew.
- 1996, einde van de productie van de Seagullmotoren, er werden nog wel reserveonderdelen geleverd.
- 1999, einde van het bedrijf, Sheridan Marine in Oxfordshire neemt Seagull over en wordt leverancier van onderdelen voor de klassieke modellen.

## Techniek
De Seagull moest bruikbaar zijn zowel in zoet als zout water, alle componenten waren zoveel mogelijk corrosiebestendig. De cilinder met cilinderkop van de 102 modellen was uit een stuk gietijzer, het geheel was dubbelwandig uitgevoerd om de waterkoeling te kunnen realiseren. De horizontale cilinder sloot aan op het aluminium carter vanwaar de aandrijfstang verticaal naar de haakse tandwielkast van de schroefaandrijving ging. De aandrijfas werd omhult door een vernikkelde stalen buis en de 3 duims uitlaat vervaardigd uit vernikkeld messing liep evenwijdig aan de aandrijfas en sloot aan op de tandwielkast. De uitlaatgassen werden onder water uitgestoten waardoor het geluidsniveau beperkt werd. De ontsteking bestond uit een vliegwielmagneet (Villiers) met een daarop gemonteerde startpoelie waarmee met en los trektouw de motor handmatig werd gestart. Boven de cilinder was een messing brandstoftank gemonteerd van waaruit de mengsmering (1:10 - 1:25) met een slang naar de carburateur werd geleid. De dop had een beluchtingsschroef die in bedrijf moest worden losgedraaid. De carburateur was eenvoudig, gemakkelijk te demonteren en schoon te maken meestal eigen fabricaat of Amal. Aan de rechterzijde van het carter was de stuurstok, voorzien van gashendel (draaimanette), bevestigd, de boot werd dus met de linkerhand bestuurd. Naast de stuurstok bevond zich de vrijloophendel (indien aanwezig) die door middel van een r.v.s. stang  was verbonden met  de vrijloopvork waarmede de verende schroefas in de tandwielkast kon worden verschoven om de motor al dan niet de schroef te laten aandrijven. De schroef was demontabel op de schroefas bevestigd en geborgd door een breekveer, deze constructie gaf enig soelaas wanneer de schroef tegen een hard voorwerp sloeg. Boven op de tandwielkast van de schroef was een eenvoudige waaier voorzien die water omhoog pompte, het opgepompte water ging via een pijp, die deels door de uitlaat liep, naar de cilinder. Het opgewarmde koelwater werd via een pijpje afgevoerd boven het wateroppervlak zodat de werking van de koeling duidelijk zichtbaar was. Aan de buis van de aandrijfas was een kleminrichting aangebracht om de motor aan de boot te bevestigen. Door gebruik van dezelfde onderdelen in alle modellen zijn er in totaal 400 verschillende onderdelen nodig voor alle in 60 jaar vervaardigde modellen.

## Afbeeldingen

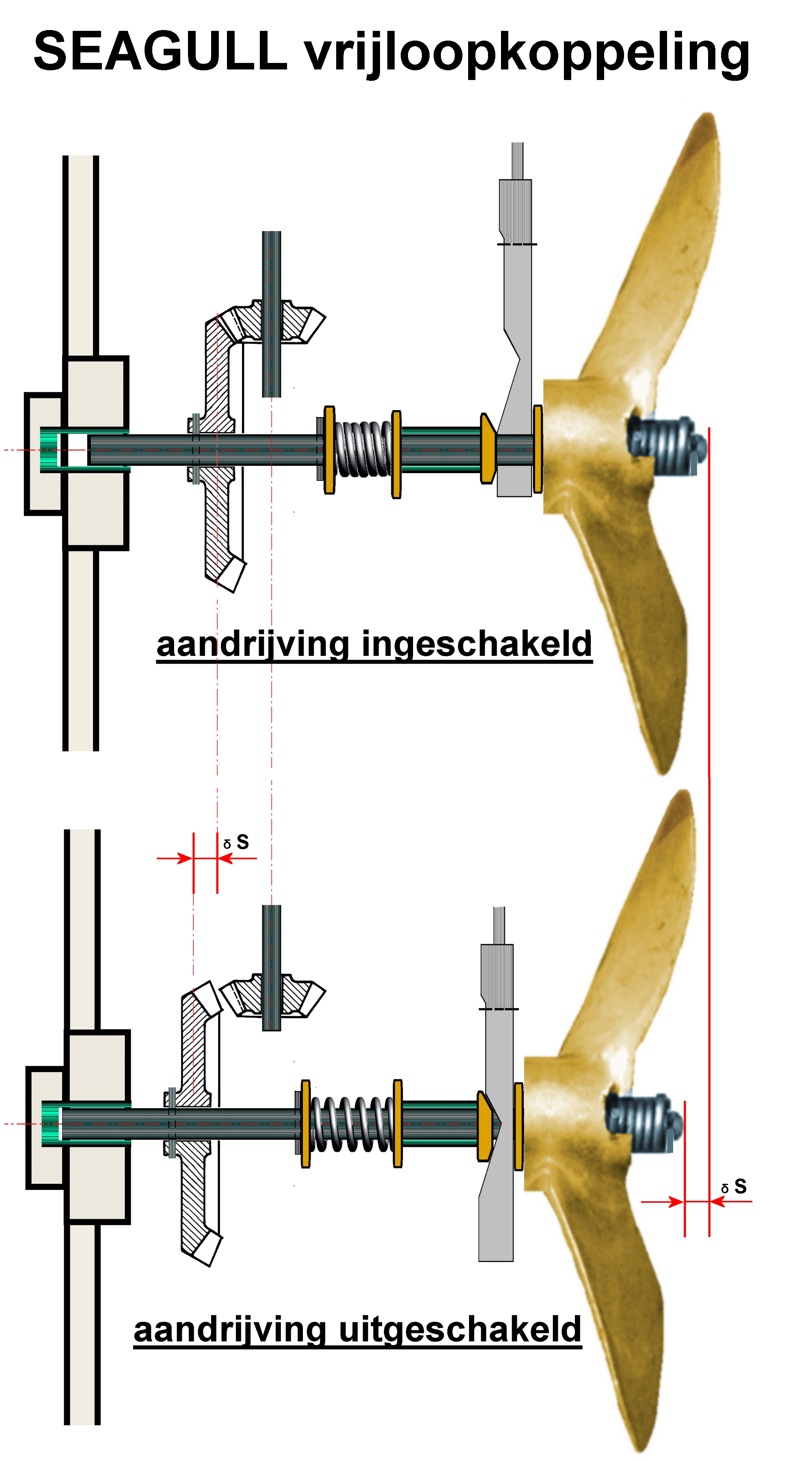
Seagull vrijloopkoppeling
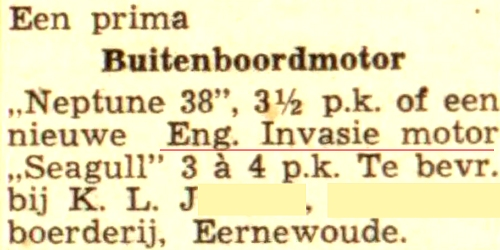
Leeuwarder courant 23 07 1947
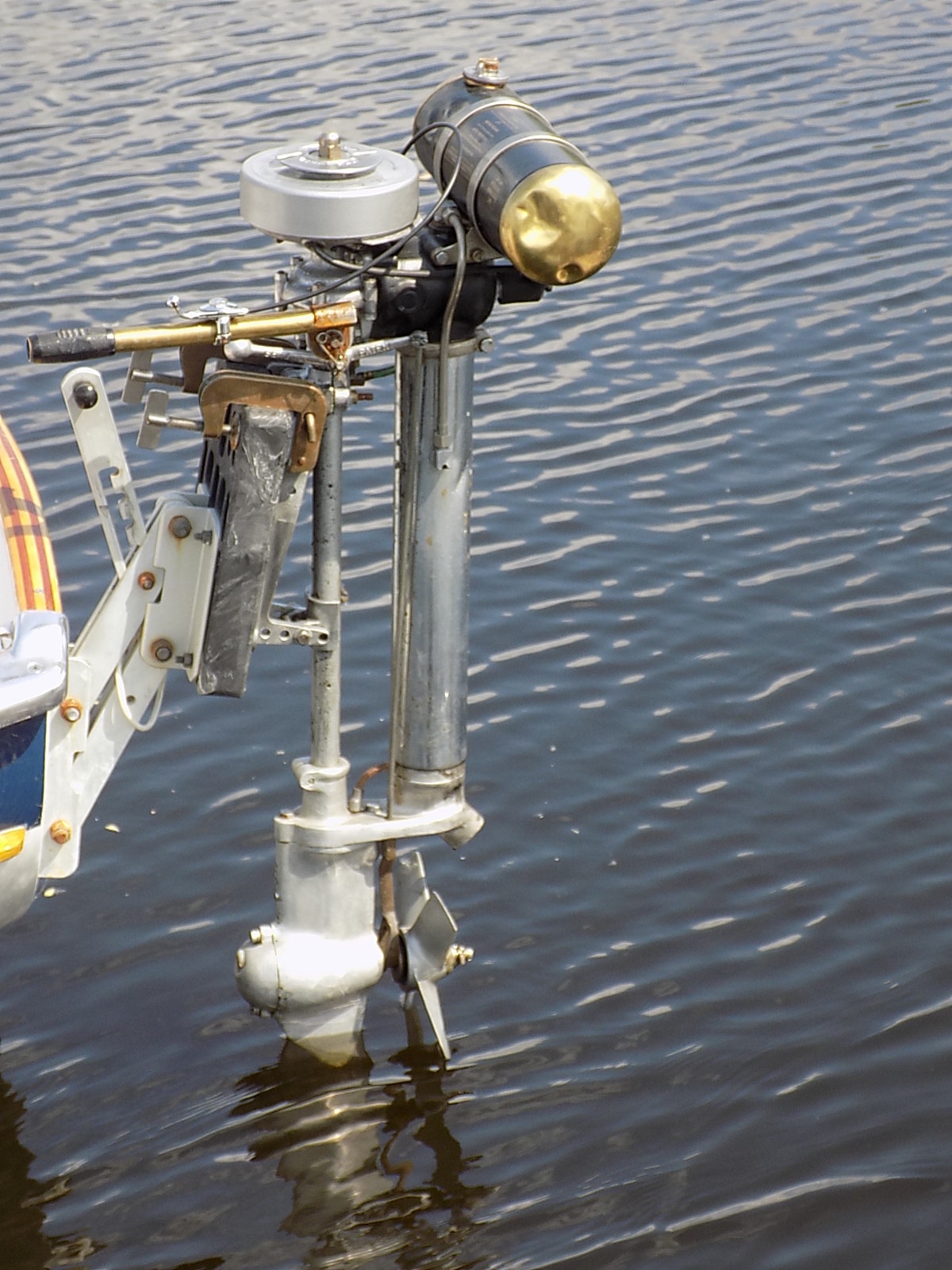
British Seagull outboard motor
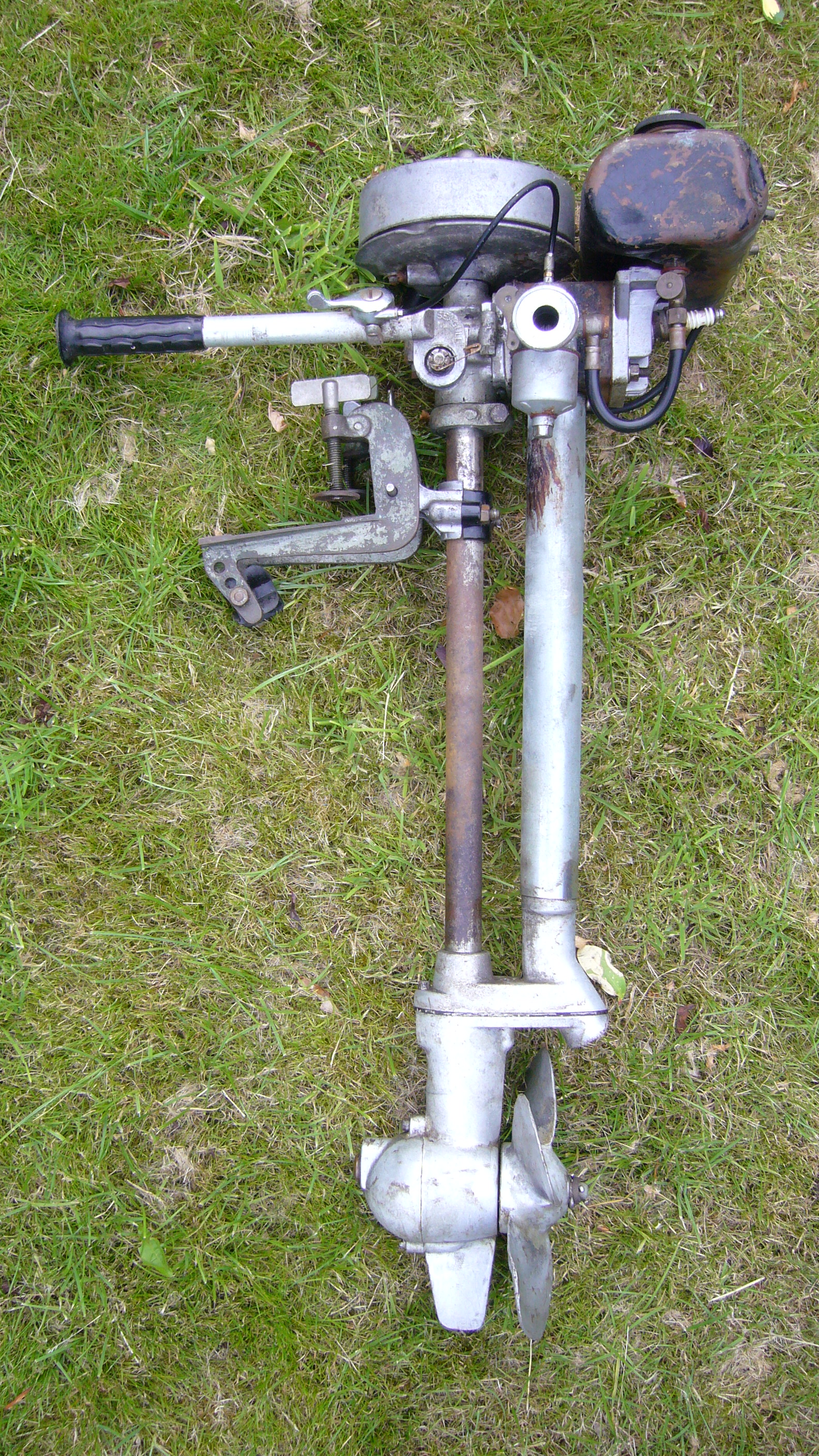
BritishSeagull
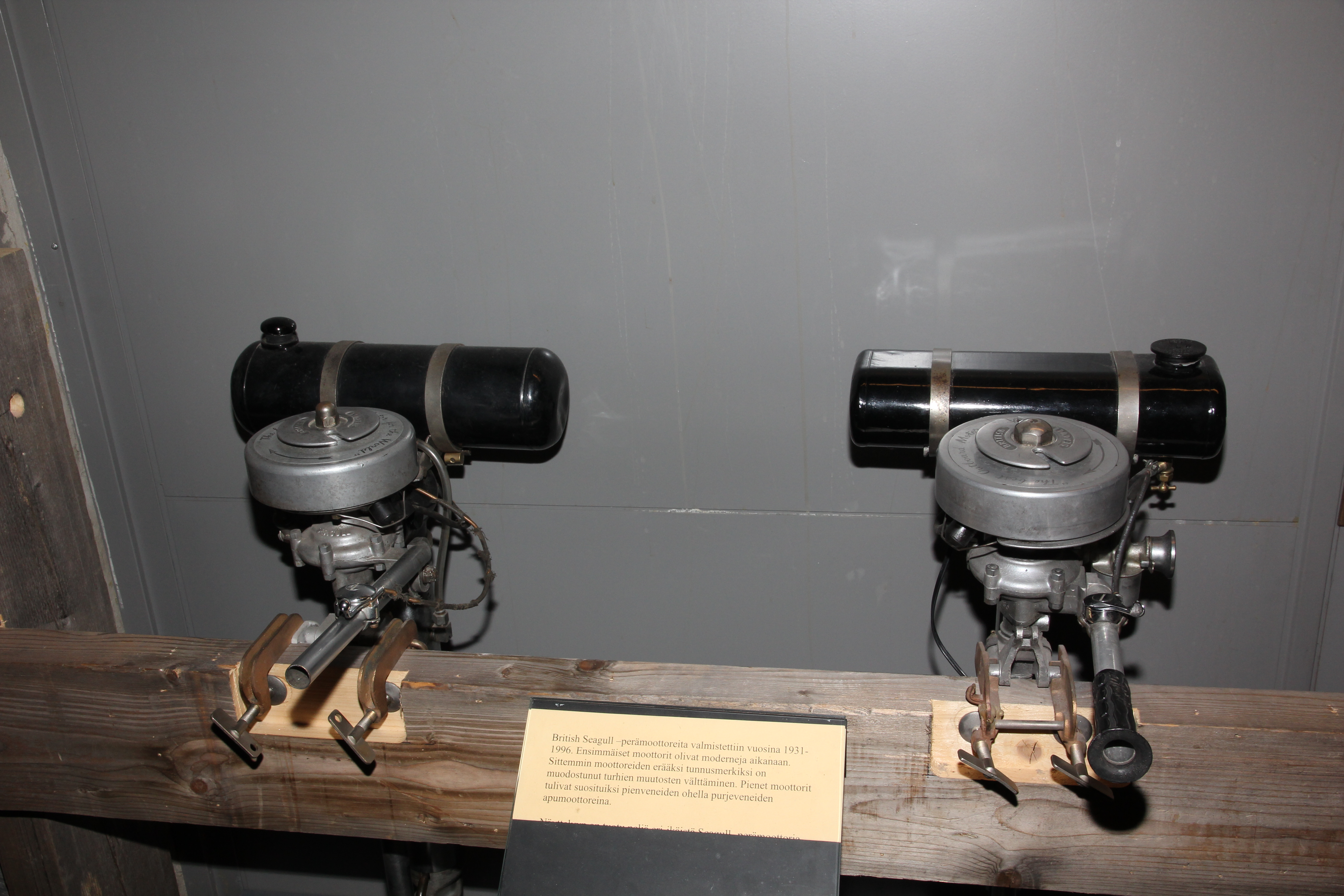
British Seagull outboard motors Forum Marinum
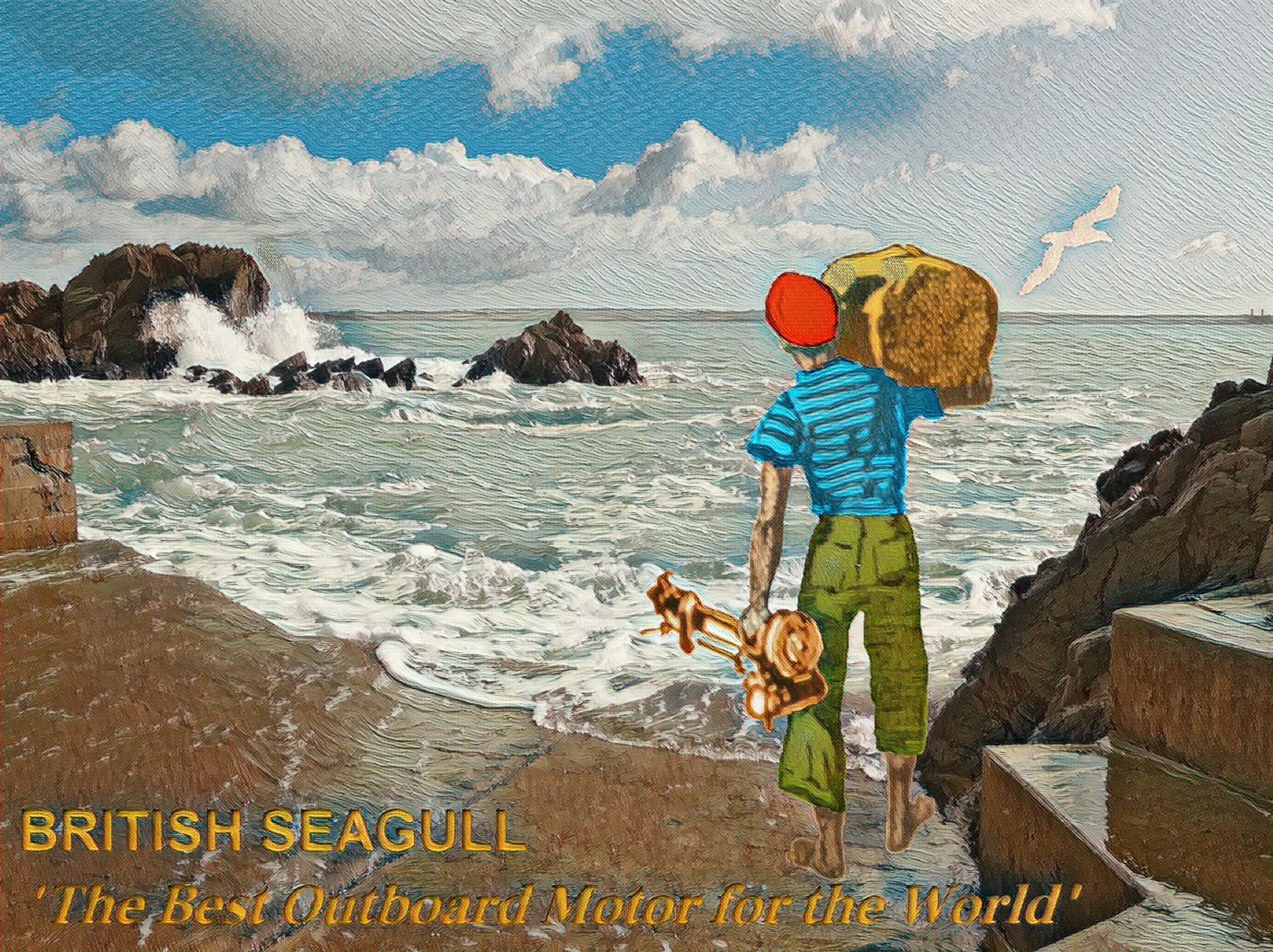
Aanvankelijk richtte de reclame zich op beroepsvissers etc.

## Wetenswaardigheden
- Veel van de Seagulls in tijdens de invasie op de Franse stranden zijn achtergelaten en worden nog steeds (2020) gebruikt door de lokale bevolking.[1]